# Bảo tàng Bánh mì Warsaw
Bảo tàng Bánh mì Warsaw (tiếng Ba Lan: Warszawskie Muzeum Chleba) là một bảo tàng tọa lạc tại số 2 Phố Jadowska, Warsaw, Ba Lan. Phương châm hoạt động của Bảo tàng là thu thập và giới thiệu các hiện vật có liên quan đến lịch sử của nghề làm bánh mì và các loại bánh kẹo.

## Lược sử hình thành
Bảo tàng Bánh mì Warsaw được thành lập vào năm 2000 theo khởi xướng của Marian Pozorek - một thợ làm bánh từ năm 1959 và là thành viên của Hội thợ làm bánh. Ông bắt đầu thu thập các hiện vật từ thập niên 1980. Ông qua đời vào ngày 7 tháng 12 năm 2015.

## Triển lãm

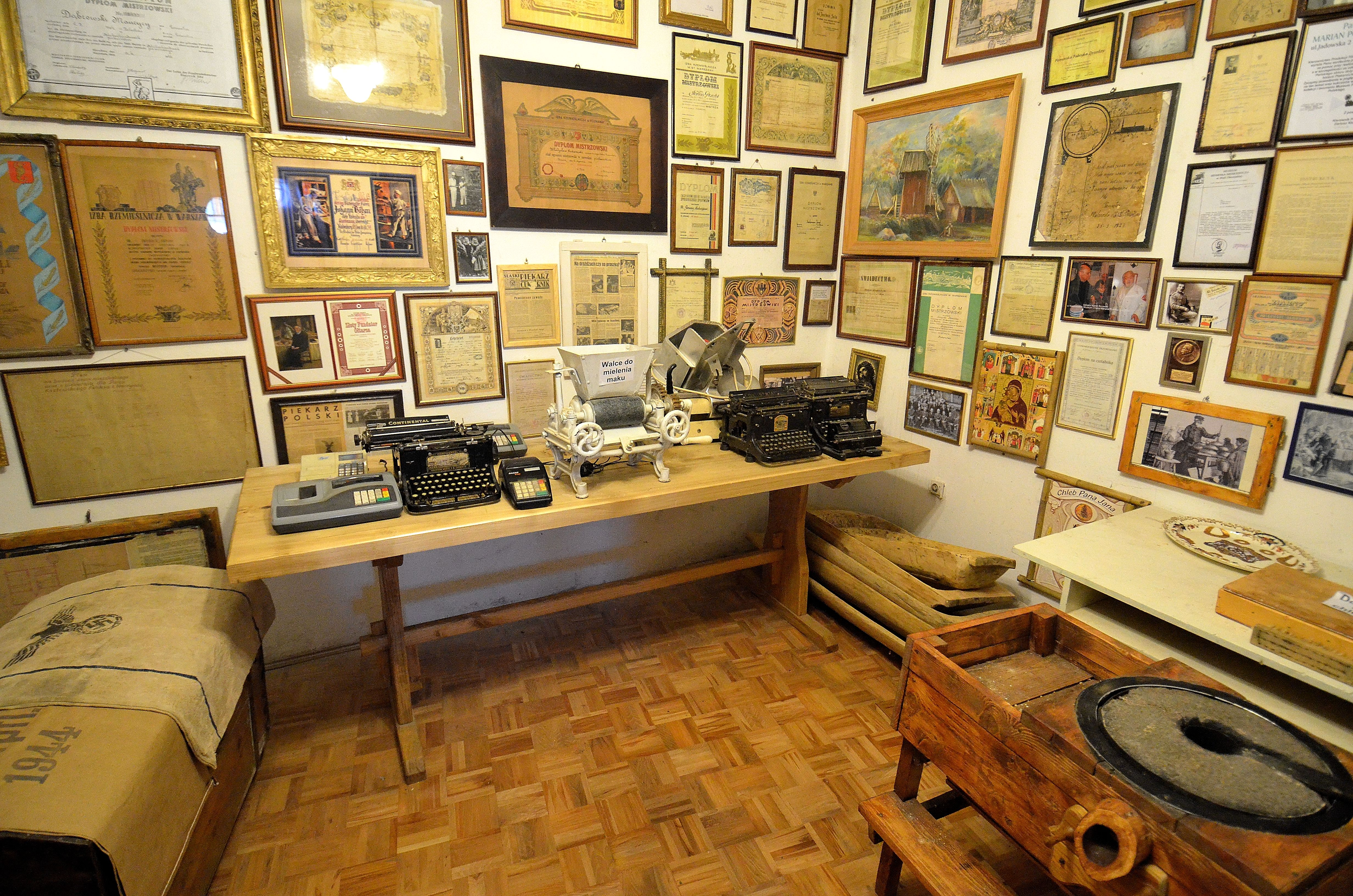
Triển lãm trong Bảo tàng

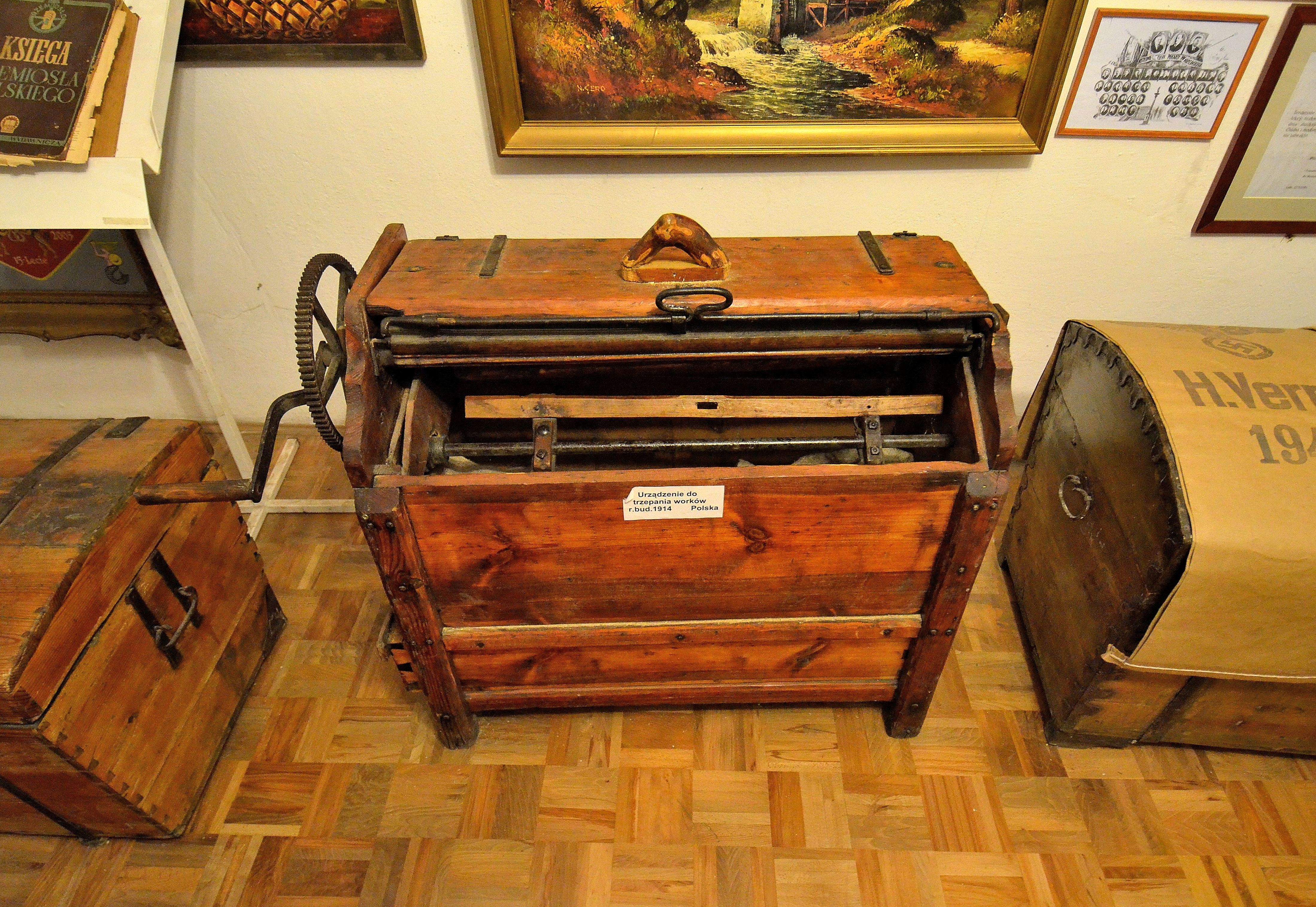
Triển lãm trong Bảo tàng

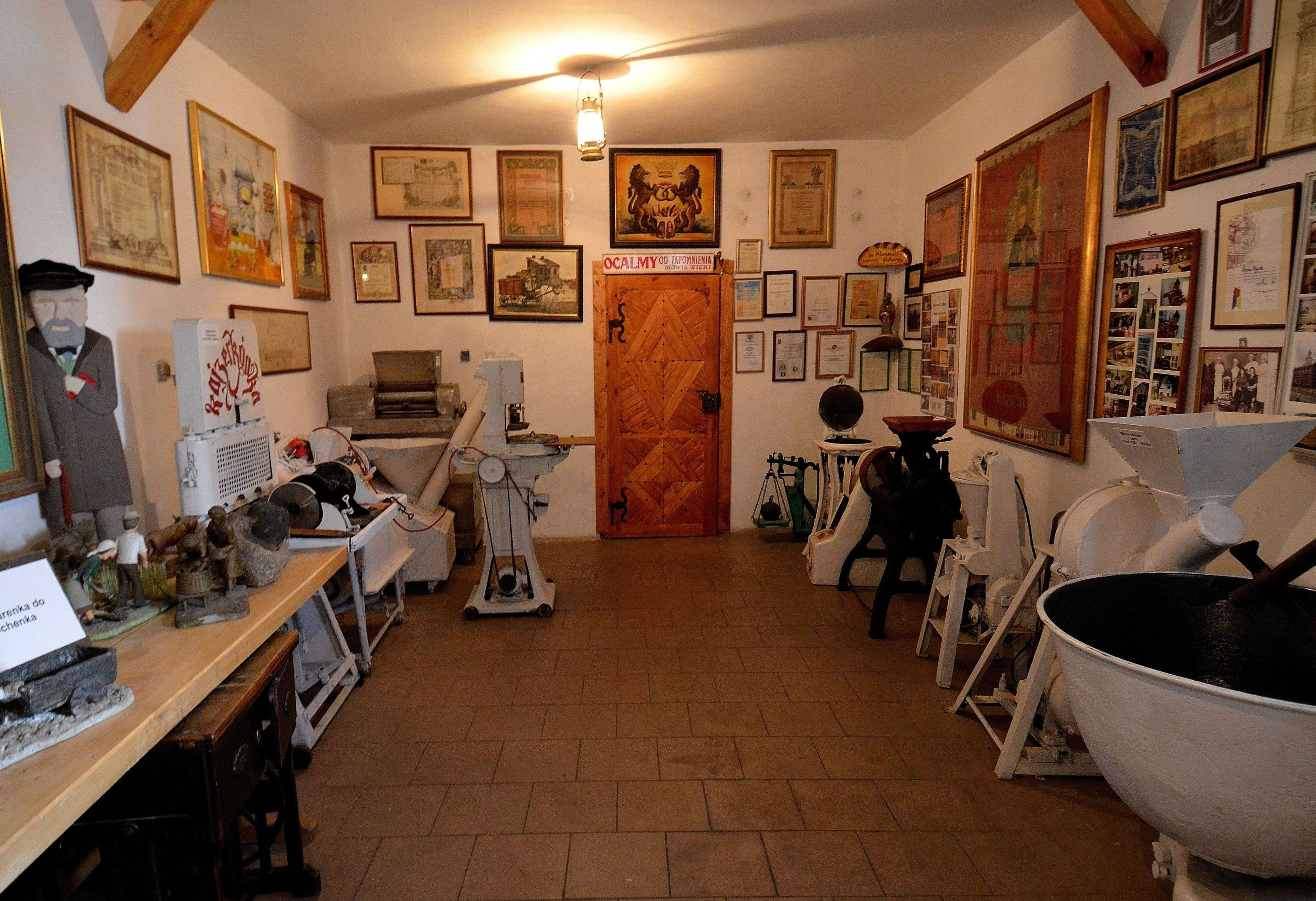
Triển lãm trong Bảo tàng

Bảo tàng Bánh mì Warsaw là một trong những bảo tàng nhỏ nhất ở Warsaw. Các bộ sưu tập của Bảo tàng hiện chiếm ba phòng tòa nhà nơi đặt tiệm bánh của Marian Pozorek.
Các vật triển lãm tiêu biểu bao gồm:
- máy mài ngũ cốc được sản xuất vào năm 1890 (Anh)
- một máy rây bột được sản xuất vào năm 1902
- máy làm bánh sừng bò được sản xuất vào năm 1916 (Áo-Hungary)
- máy cắt bánh mì
- máy ép bánh mì gừng
- khuôn để nướng bánh mì, bánh mì gừng và bánh xốp
- chén đựng trái cây
- bằng cấp, lịch làm bánh, ảnh, hình ảnh của Thánh Clement Mary Hofbauer - vị thánh bảo trợ của những người thợ làm bánh, và các thứ khác

## Giờ mở cửa
Vì Bảo tàng Bánh mì Warsaw nằm trong tòa nhà của một tiệm bánh đang hoạt động, du khách có thể tham quan Bảo tàng sau khi hẹn trước qua điện thoại.